# Коралпи
Коралпи (словен. Golica) је планински масив на југу Аустрије у Штајерској и Корушкој.

## Географске карактеристике
Планине Коралпи су само део Централноисточних Алпа, а геолошки су састављене од гнајса и микашиста.
Масив лежи између долине реке Лавант и брда западне Штајерске. Протеже се од планинског масива Пакшател (кога зову и Вијер Торе - "четвора врата") до реке Драве.
Највиши врх масива — Гросер Шпикогел висок је 2.140 метара. Врх се налази на граници између покрајина Штајерске и Корушке. По планинским пашњацима узгајају се говеда и коњи.
Преко масива на његовом јужном делу пролази пут од Ајбисвалда у Штајерској до Лавамунда у Корушкој преко масива Собот на висини од 1.065 метара у Штајерској.
Код Собота се налази висини од 1.966 метара налази скијалиште, телевизијски пријемник, резервоар и радарска станица аустријских оружаних снага.